# 朱生嶺
朱 生嶺（しゅ せいれい、1957年11月 - ）は、中華人民共和国の共産党幹部にして軍人。江蘇省東台県出身。中国共産党第19期中央委員会委員。階級は上将である。

## 経歴
1957年11月、江蘇省東台県で生まれる。中国人民解放軍陸軍指揮学院を卒業。1976年12月、中国人民解放軍に入隊。
1994年5月から、南京軍区海防第6旅政治委員、浙江省舟山警備区副政治委員、第12集団軍36師政治委員、第1集団軍1師政治委員。2005年8月、第31集団軍政治部主任に就任。2009年5月、福建省軍区政治委員に就任。2009年9月、中国共産党福建省委員会常務委員、省軍区政治委員に就任。2013年3月、上海警備区政治委員に就任。同年6月、中国共産党上海市委員会常務委員を兼務。2014年12月、南京軍区政治部主任に就任。2016年2月、中国共産党中央軍事委員会国防動員部政治委員に就任。2016年12月、中国人民武装警察部隊政治委員に就任。2018年2月、中国人民武装警察部隊政治委員、党委員会書記に就任。2019年4月、中国人民解放軍中部戦区政治委員に昇格。
2016年8月、中将。2019年7月31日、上将に昇格する。